# آنیکا بک
 آنیکا بک (انگلیسی: Annika Beck؛ زاده ۱۶ فوریهٔ ۱۹۹۴) یک تنیس‌باز اهل آلمان است.

## نگارخانه

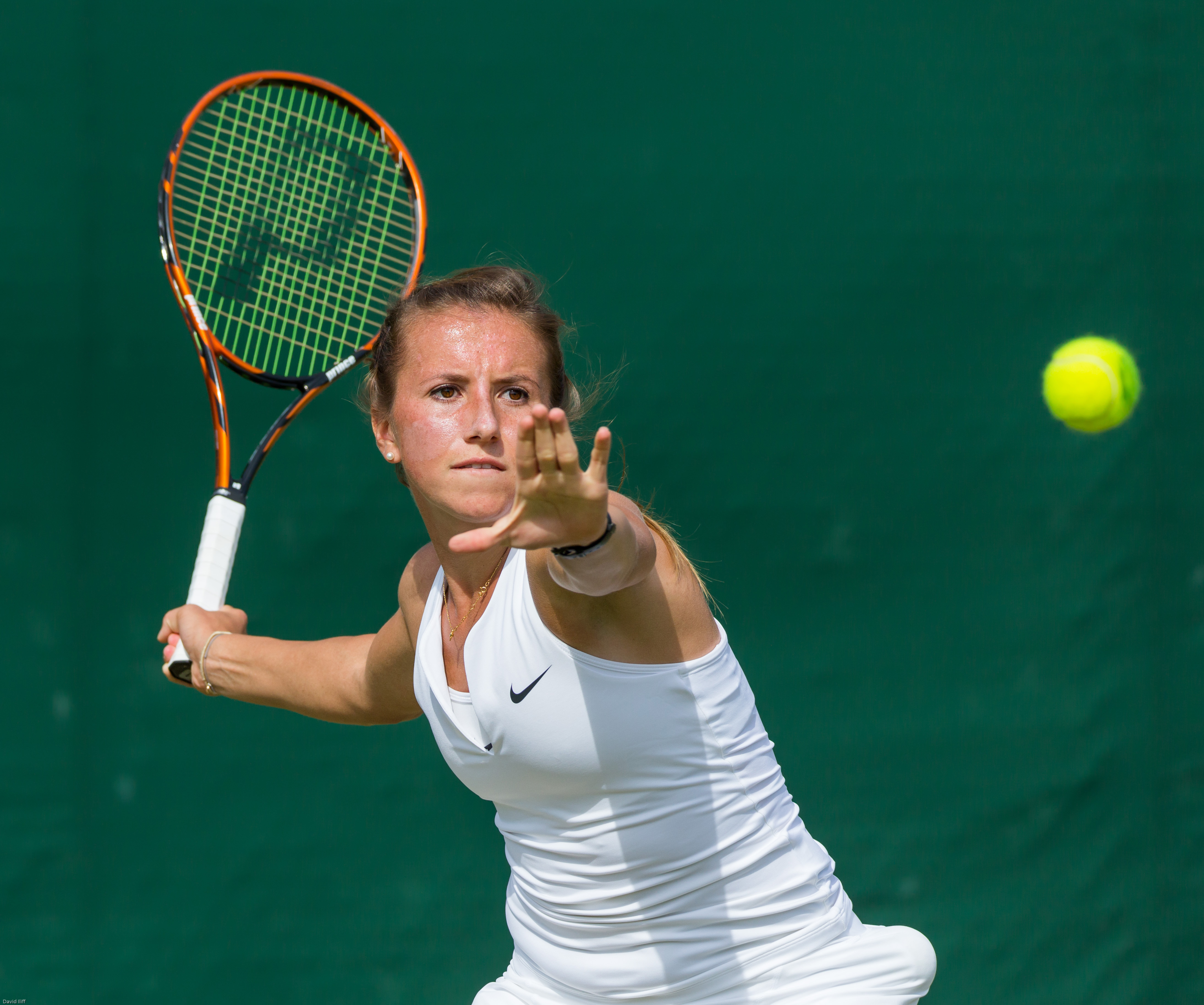
تصویری از آنیکا بک در مسابقات تنیس ویمبلدون